# Cerro Tujle
Le Cerro Tujle est un volcan du Chili qui se présente sous la forme d'un maar de soixante mètres de profondeur.